# Понурка (притока Шостки)
Пону́рка — річка в Україні, на півночі Сумської області (в межах Шосткинського району). Ліва притока Шостки (басейн Дніпра).

## Розташування
Понурка бере початок в селі Долина. Тече переважно на північний захід. Впадає до Шостки на схід від села Собичеве. На річці присутнє водосховище Понурка.